# جائزة التقنية الأكاديمية والعلمية

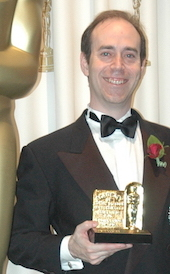
مايكل كاس يتلقى جائزة في عام 2006

الجوائز العلمية والتقنية هي ثلاث جوائز فخريّة مختلفة تمنحها أكاديمية فنون وعلوم الصور المتحركة (AMPAS) خلال موسم جوائز الأوسكار السنوي. تمّ تقديم الجوائز منذ حفل توزيع جوائز الأوسكار الرابع في نوفمبر 1931، لتكريم التّطورات الأصليّة الّتي أدّت إلى تحسينات كبيرة في إنتاج وعرض الصّور المتحرّكة. يتم تقديم الجوائز في حفل عشاء رسمي قبل أسبوعين من حفل توزيع جوائز الأوسكار الرّئيسي.
تعتبر هذه الجوائز بمثابة اعتراف بإنجازات هامّة في تطوير تكنولوجيا الصّور المتحرّكة ويتم منحها عن طريق تصويت مجلس محافظي الأكاديمية. يتمّ التّحقيق في التّرشيحات المحتملة للجوائز من قبل لجنة خاصة داخل الأكاديمية، "لجنة الجوائز العلمية والتقنية"، والتي تقدم تقريرًا مكتوبًا وتوصية إلى مجلس المحافظين.
بالإضافة لذلك، فإنّ وسام جون أ. بونر للثناء، الممنوح "للخدمة المتميّزة والتّفاني في دعم المعايير العالية للأكاديمية"، وجائزة جوردون إي. سوير، وكلاهما يعتبران أيضًا جوائز فخرية، عادةً ما يتمّ اختيارهما أيضًا من قبل اللجنة العلمية والأكاديمية. لجنة الجوائز الفنية وتم منحها في حفل العشاء السنوي هذا.

## ثلاثة أنواع من الجوائز العلمية والتقنية
يتم الاعتراف بالابتكارات في تكنولوجيا الصور المتحركة بالجوائز التالية:
1. جائزة الأوسكار للاستحقاق [6] - تمثال صغير للأكاديمية (جائزة الأوسكار).
2. الجائزة العلمية والهندسية [1] - لوح برونزي من الأكاديمية؛.[7]
3. جائزة الإنجاز الفني [1] – شهادة أكاديمية.

### جائزة الاستحقاق
منذ حفل توزيع جوائز الأوسكار الرّابع في عام 1931 وحتّى حفل توزيع جوائز الأوسكار الخمسين في عام 1978، كانت الجائزة تسمّى في الأصل "الجائزة العلمية والتّقنية من الدرجة الأولى". الجائزة غير تنافسية. يحصل الفائزون على تمثال صغير للأوسكار. اعتبارًا من عام 2018، تمّ تكريم 50 إنجازًا بمنحهم جائزة الاستحقاق.

### الجائزة العلمية والهندسية
تُمنح الجائزة العلميّة والهندسيّة للإنجازات العلميّة الّتي لها تأثير واضح على تقدم صناعة الأفلام السّينمائية. ليس من الضروري أن يتم تطوير الإنجازات وتقديمها خلال سنة الجائزة.

## أنظر أيضا
- قائمة الجوائز الهندسية.

## روابط خارجية
- "الجوائز العلمية والتقنية" - فهرس هذه الجوائز على الموقع الإلكتروني الرسمي لجوائز الأوسكار ( oscars.org ).
- قاعدة بيانات جائزة الأوسكار الرسمية – قابلة للبحث.
- "جائزة الأوسكار للاستحقاق" و "الجائزة العلمية والهندسية" و"جائزة الإنجاز الفني" نسخة محفوظة 20 مارس 2015 على موقع واي باك مشين. - وصف جوائز الأوسكار هذه